# Ramón Díaz
Ramón Ángel Díaz (ur. 29 sierpnia 1959 w La Rioja) – argentyński piłkarz i trener, reprezentant kraju grający na pozycji pomocnika.

## Kariera klubowa
Karierę piłkarską rozpoczął w 1978 w klubie River Plate. W barwach tej drużyny czterokrotnie zdobywał mistrzostwo Primera División w sezonach Metropolitano 1979, Nacional 1979, Metropolitano 1980 oraz Nacional 1981. Po czterech latach gry w River Plate, w 1982 wyjechał do Włoch, gdzie podpisał kontrakt z klubem SSC Napoli. Po rozegraniu 25 spotkań, w których strzelił 3 bramki, w 1983 przeszedł do klubu US Avellino. Jako zawodnik klubu z Avellino zagrał 78 razy na boiskach Seria A, w których strzelił 22 bramki. W 1986 został piłkarzem Fiorentiny, w której spędził dwa lata.
W sezonie 1988/89 występował w Interze Mediolan, w barwach którego wywalczył swoje jedyne w karierze mistrzostwo Włoch. Po tym sukcesie wyjechał do Francji, gdzie zasilił szeregi AS Monaco, z którym zdobył Puchar Francji w sezonie 1990/1991. W 1991 powrócił do swojego macierzystego klubu River Plate.
Miał duży wkład w zdobycie mistrzostwa Apertura 1991/92, a sam został królem strzelców tych rozgrywek. Łącznie dla River Plate w latach 1978–1981 oraz 1991–1993 zagrał w 175 spotkaniach, w których strzelił 84 bramki. Od 1993 występował w japońskim Yokohama Marinos. Już w pierwszym sezonie został królem strzelców J1 League. Przez 3 sezony na boiskach japońskiej ekstraklasy zagrał 75 spotkań, w których strzelił 52 bramki. W 1995 zakończył karierę piłkarską.
| Sezon   | Klub                | Kraj      | Rozgrywki        | Mecze | Bramki |
| ------- | ------------------- | --------- | ---------------- | ----- | ------ |
| 1978    | River Plate         | Argentyna | Primera División | 14    | 5      |
| 1979    | River Plate         | Argentyna | Primera División | 22    | 12     |
| 1980    | River Plate         | Argentyna | Primera División | 40    | 22     |
| 1981    | River Plate         | Argentyna | Primera División | 47    | 18     |
| 1982/83 | SSC Napoli          | Włochy    | Serie A          | 25    | 3      |
| 1983/84 | US Avellino         | Włochy    | Serie A          | 24    | 7      |
| 1984/85 | US Avellino         | Włochy    | Serie A          | 27    | 5      |
| 1985/86 | US Avellino         | Włochy    | Serie A          | 27    | 10     |
| 1986/87 | ACF Fiorentina      | Włochy    | Serie A          | 29    | 10     |
| 1987/88 | ACF Fiorentina      | Włochy    | Serie A          | 24    | 7      |
| 1988/89 | Inter Mediolan      | Włochy    | Serie A          | 33    | 12     |
| 1989/90 | AS Monaco           | Francja   | Ligue 1          | 28    | 15     |
| 1990/91 | AS Monaco           | Francja   | Ligue 1          | 32    | 9      |
| 1991/92 | River Plate         | Argentyna | Primera División | 31    | 20     |
| 1992/93 | River Plate         | Argentyna | Primera División | 21    | 7      |
| 1993    | Yokohama F. Marinos | Japonia   | J1 League        | 32    | 28     |
| 1994    | Yokohama F. Marinos | Japonia   | J1 League        | 37    | 23     |
| 1995    | Yokohama F. Marinos | Japonia   | J1 League        | 6     | 1      |

## Kariera reprezentacyjna
Diaz uczestniczył w wygranych przez Argentynę Mistrzostwach świata U-20 w 1979. Został wybrany do jedenastki turnieju, oraz wywalczył koronę króla strzelców turnieju strzelając 8 bramek. Karierę reprezentacyjną rozpoczął 12 września 1979 w meczu przeciwko reprezentacji RFN, przegranym 1:2.
W 1982 został powołany przez trenera César Luis Menottiego na Mistrzostwa Świata 1982. Podczas turnieju zagrał w trzech spotkaniach grupowych z Belgią, Węgrami i Salwadorem.
Zagrał także w spotkaniu fazy pucharowej przeciwko Brazylii, w którym zdobył bramkę. Argentyna przegrała tamto spotkanie 1:3, a dla Diaza był to ostatni mecz w reprezentacji. Łącznie w latach 1979–1982 Diaz zagrał dla reprezentacji Argentyny w 23 spotkaniach, w których strzelił 10 bramek.
| Mecze i gole w reprezentacji | Mecze i gole w reprezentacji | Mecze i gole w reprezentacji | Mecze i gole w reprezentacji | Mecze i gole w reprezentacji | Mecze i gole w reprezentacji | Mecze i gole w reprezentacji |
| #                            | Data                         | Miasto                       | Przeciwnik                   | Gol                          | Wynik                        | Rozgrywki                    |
| ---------------------------- | ---------------------------- | ---------------------------- | ---------------------------- | ---------------------------- | ---------------------------- | ---------------------------- |
| 1.                           | 12.09.1979                   | Berlin                       | RFN                          |                              | 1:2                          | towarzyski                   |
| 2.                           | 16.09.1979                   | Belgrad                      | Jugosławia                   | Gol                          | 2:4                          | towarzyski                   |
| 3.                           | 13.05.1980                   | Londyn                       | Anglia                       |                              | 1:3                          | towarzyski                   |
| 4.                           | 16.05.1980                   | Dublin                       | Irlandia                     |                              | 1:0                          | towarzyski                   |
| 5.                           | 21.05.1980                   | Wiedeń                       | Austria                      |                              | 5:1                          | towarzyski                   |
| 6.                           | 18.08.1980                   | Mendoza                      | Chile                        | Gol                          | 2:2                          | towarzyski                   |
| 7.                           | 09.10.1980                   | Buenos Aires                 | Bułgaria                     | Gol                          | 2:0                          | towarzyski                   |
| 8.                           | 12.10.1980                   | Buenos Aires                 | Polska                       |                              | 2:1                          | towarzyski                   |
| 9.                           | 15.10.1980                   | Buenos Aires                 | Czechosłowacja               | Gol                          | 1:0                          | towarzyski                   |
| 10.                          | 04.12.1980                   | Mar del Plata                | ZSRR                         |                              | 1:1                          | towarzyski                   |
| 11.                          | 16.12.1980                   | Córdoba                      | Szwajcaria                   | Gol                          | 5:0                          | towarzyski                   |
| 12.                          | 01.01.1981                   | Montevideo                   | RFN                          | Gol                          | 2:1                          | towarzyski                   |
| 13.                          | 04.01.1981                   | Montevideo                   | Brazylia                     |                              | 1:1                          | towarzyski                   |
| 14.                          | 28.10.1981                   | Buenos Aires                 | Polska                       |                              | 1:2                          | towarzyski                   |
| 15.                          | 11.11.1981                   | Buenos Aires                 | Czechosłowacja               |                              | 1:1                          | towarzyski                   |
| 16.                          | 24.03.1982                   | Buenos Aires                 | RFN                          |                              | 1:1                          | towarzyski                   |
| 17.                          | 04.04.1982                   | Buenos Aires                 | ZSRR                         | Gol                          | 1:1                          | towarzyski                   |
| 18.                          | 05.05.1982                   | Buenos Aires                 | Bułgaria                     | Gol                          | 2:1                          | towarzyski                   |
| 19.                          | 12.05.1982                   | Rosario                      | Rumunia                      | Gol                          | 1:0                          | towarzyski                   |
| 20.                          | 13.06.1982                   | Barcelona                    | Belgia                       |                              | 0:1                          | MŚ 1982                      |
| 21.                          | 23.06.1982                   | Alicante                     | Węgry                        |                              | 4:1                          | MŚ 1982                      |
| 22.                          | 29.06.1982                   | Barcelona                    | Salwador                     |                              | 2:0                          | MŚ 1982                      |
| 23.                          | 02.07.1982                   | Barcelona                    | Brazylia                     | Gol                          | 1:3                          | MŚ 1982                      |

## Kariera trenerska
Po zakończeniu kariery piłkarskiej w 1995, w tym samym roku został trenerem River Plate. W 1996 poprowadził River Plate do triumfu w najważniejszych rozgrywkach klubowych w Ameryce Południowej, Copa Libertadores.
Rok później zwyciężył w innych kontynentalnych rozgrywkach, Supercopa Sudamericana. Czterokrotnie zdobył także mistrzostwo Primera División w sezonach Apertura 1996, Clausura 1996, Apertura 1997 oraz Apertura 1999. W 2000 opuścił River Plate, jednak rok później ponownie został trenerem tej drużyny, prowadząc ją do zwycięstwa w Clausura 2001. Drugą kadencję na ławce trenerskiej River Plate zakończył w 2002.
Sezon 2004/2005 przepracował jako menadżer angielskiego Oxford United. Trzy lata później poprowadził San Lorenzo do mistrzostwa Primera División w sezonie Clausura 2007. Od 2008 pracował w meksykańskim zespole Club América. Z tego klubu został zwolniony 10 lutego 2009, po czym powrócił na ławkę trenerską w San Lorenzo.
Od 2011 do 5 marca 2012 pracował w Independiente, po czym po 10 latach, po raz trzeci w swojej karierze trenerskiej, został szkoleniowcem River Plate. Wraz z drużyną po raz 6 zdobył mistrzostwo Primera División w 2014. Po tym sukcesie podjął pracę jako selekcjoner reprezentacji Paragwaju.
Poprowadził ten zespół do czwartego miejsca na Copa América 2015. Od 2016 pracował w saudyjskim Al-Hilal. Jako trener tej drużyny zwyciężył w rozgrywkach Saudi Professional League w sezonie 2016/17. Dołożył do tego także triumf w Pucharze Króla Arabii w 2017. Sezon 2018 spędził w Al-Ittihad, a w 2019 pracował w egipskim klubie Pyramids. Od 2020 pracował w paragwajskim Club Libertad.
W lutym 2021 rozpoczął pracę w Al-Nasr. 14 lutego 2022 został ogłoszony nowym trenerem Al-Hilal. Dotarł z zespołem do finału Ligi Mistrzów AFC, w którym jego drużyna przegrała z Urawą Red Diamonds. Poprowadził drużynę także do zdobycia Pucharu Króla Arabii.
Obecnie pracuje jako trener w brazylijskim CR Vasco da Gama.

## Sukcesy

### Zawodnik
Argentyna
- Mistrzostwa świata U-20 (1): 1979
- Król strzelców Mistrzostw świata U-20 (1): 1979 (8 bramek)

River Plate
- Mistrzostwo Primera División (5): Metropolitano 1979, Nacional 1979, Metropolitano 1980, Nacional 1981, Apertura 1991/92
- Król strzelców Primera División (1): Apertura 1991/92 (20 bramek)

Inter Mediolan
- Mistrzostwo Serie A (1): 1988/89

AS Monaco
- Puchar Francji (1): 1990/91

Yokohama F. Marinos
- Król strzelców J1 League (1): 1993 (28 bramek)

### Trener
River Plate
- Mistrzostwo Primera División (6): Apertura 1996, Clausura 1996, Apertura 1997, Apertura 1999, Clausura 2002, Final 2013/14
- Copa Libertadores (1): 1996
- Supercopa Sudamericana (1): 1997

San Lorenzo
- Mistrzostwo Primera División (6): Clausura 2007

Al-Hilal
- Mistrzostwo Saudi Professional League (1): 2016/17
- Puchar Króla (2): 2017, 2023
- Finał Ligi Mistrzów AFC (1): 2017, 2022